# Iron Bridge
L'Iron Bridge est le premier grand pont métallique construit dans le monde. Il franchit le fleuve Severn au niveau de la vallée d'Ironbridge, dans laquelle sont situés les villages d'Ironbridge et de Coalbrookdale, dans le Shropshire, Angleterre (environ 60 km au nord-ouest de Birmingham). 
D'une portée de 30,60 m, le pont pèse 384 tonnes.

## Associés et financement
Le nombre d'associés à la construction du pont a beaucoup varié, passant de 50 au tout début, pour lever un capital de 5 000 sterling, puis à 13,  tandis qu'une partie des associés ont racheté les parts des autres. Au tout début, John Wilkinson, qui habitait dans le même village, détenait 12 des 27 actions de la fonderie.
Le parlement vote une loi autorisant la construction du pont, qui précise qu'au moins 60 actions d'au moins 50 sterling doivent être émises, personne n'ayant le droit d'acheter plus de huit actions. Assez vite, les fondeurs connaissant Abraham Darby achetèrent une bonne partie des actions, mais la construction coûtant finalement nettement plus que les 3 000 sterling prévus, malgré le respect d'un délai de trois mois, ils perdirent de l'argent dans un premier temps, même si le péage sur le pont se révéla rentable, compte tenu de la difficulté à traverser la rivière au cours irrégulier.

## Construction
La construction dura trois ans, sans aucun accident du travail. Au début du XVIIIe siècle, l’unique moyen de franchir la Severn au niveau de ce qui s'appelle maintenant la vallée d’Ironbridge (« Ironbridge Gorge ») était un bac. Or, à cet endroit, la rivière est profonde et le flot puissant. L’essor industriel, avec la production de la fonte au coke dans la région de Coalbrookdale et Broseley, nécessitait un moyen de franchissement plus performant.
En 1773, l'ingénieur Thomas Farnolls Pritchard suggéra à John Wilkinson, maître-forgeron à Broseley, la construction d’un pont en fonte.  En 1775, Pritchard avait mis au point son projet, et Abraham Darby III, un maître-forgeron quaker qui exerçait dans la vallée, à Coalbrookdale, fut désigné pour fondre les pièces du pont et en mener à bien la construction.
Ce pont étant le premier du genre, il faut bien penser que tout le processus de sa construction fut une expérience sans précédent. Il fallut créer d’énormes pièces de fonte, pour ainsi franchir une vallée de plus de 60 m à une hauteur d’au moins 30 m au-dessus de la rivière. Les pièces les plus imposantes furent les demi-cintres, longs chacun de 25 m environ, et pesant chacun plus de cinq tonnes. Le pont compte plus de 800 pièces de fonte, de 12 modèles principaux différents. La méthode de construction fut empruntée à l’art des charpentiers : chaque pièce fut fondue séparément et assemblée comme on aurait fait avec des pièces de bois, par des systèmes de tenons, mortaises et queues d’arondes. Tout cela fut solidement boulonné au niveau de la clef de voûte.
Le pont fut achevé l’été 1779 et ouvert à la circulation le jour de l’an 1781. On peut lire sur son arche l'inscription :
Au lieu des 300 tonnes de fer prévues, la construction du pont en avait nécessité environ 80 de plus, et le budget initial s'en trouva largement dépassé.
Comme toujours à l'époque, un péage fut mis en place, dont les bureaux ont subsisté jusqu'à nos jours.

## Restaurations

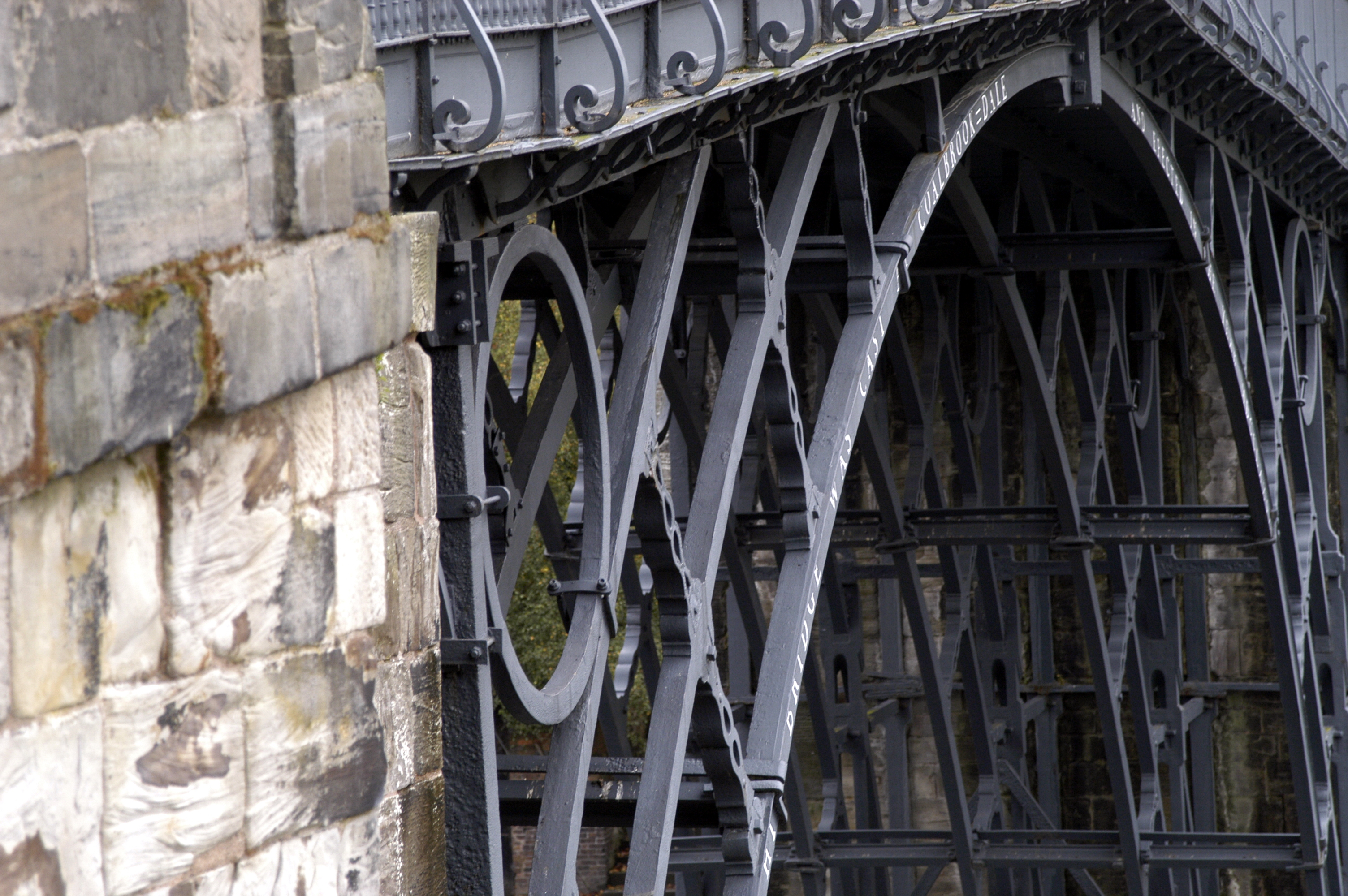
The Iron Bridge

Des désordres apparurent au bout de quelques années dans les contrebutements en maçonnerie, dus à des mouvements dans les fondations. Certaines fissures dans la fonte pourraient dater de ce temps-là, alors que d’autres ont pu se produire dès la coulée.
En 1802, il fallut démolir le contrebutement sud, qu’on remplaça par une structure de bois, qui dura une vingtaine d’années. Ce fut alors que l’on construisit les petites arches latérales en fer qui sont toujours en place.
Le pont est solide, surdimensionné même, par rapport aux ponts postérieurs de l’ingénieur Thomas Telford, beaucoup plus fins et économes de métal. Toutefois, on s’inquiéta toujours un peu des fissures constatées dès les premiers temps.

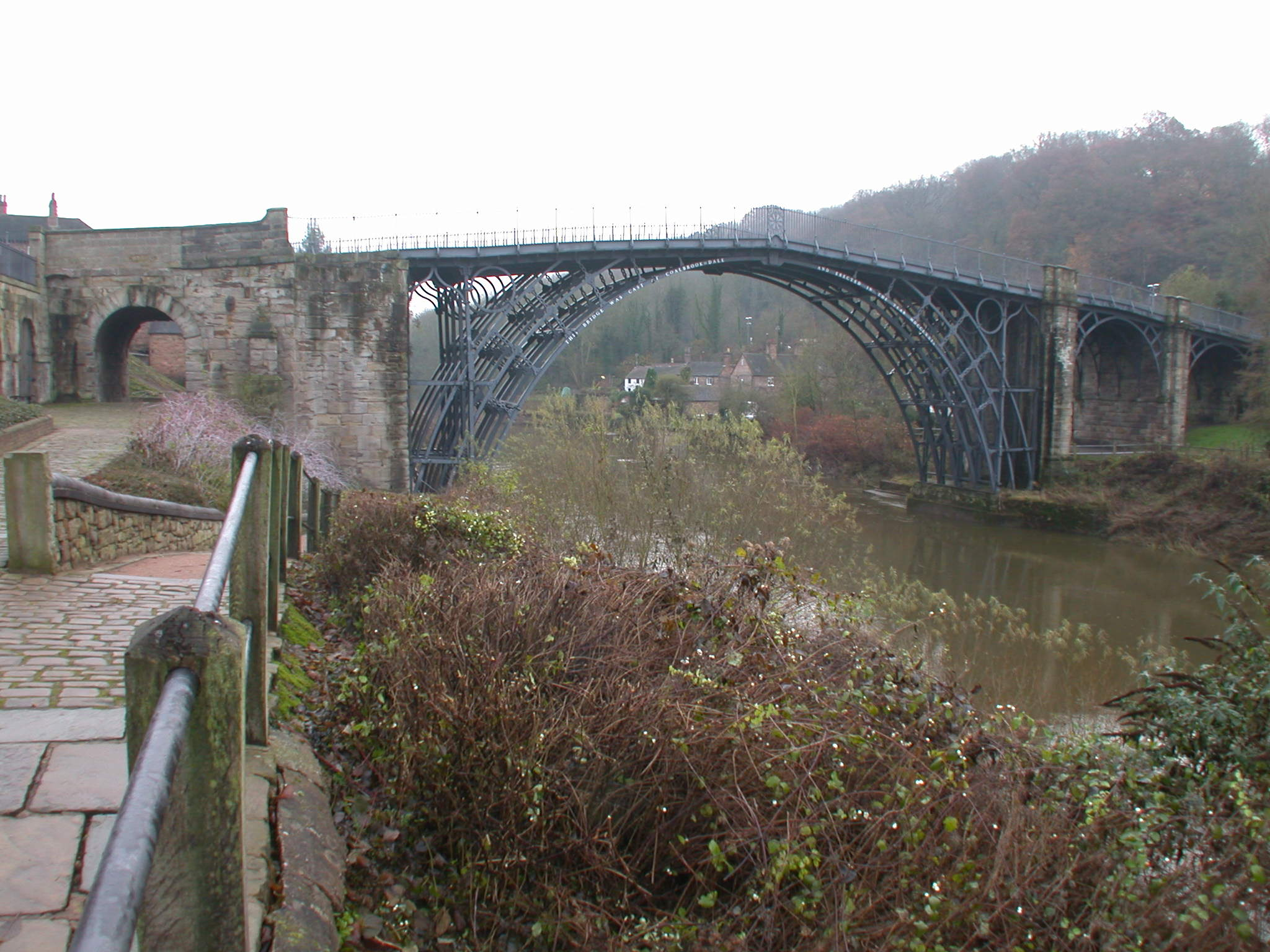
Le pont et ses accès.

En 1926, on s’avisa de la fragilité de ce vénérable ouvrage, désormais confronté au trafic automobile, et c’est en 1934 qu’il fut fermé définitivement à la circulation des véhicules et inscrit sur la liste des monuments classés (grade I). 
Le péage des piétons perdura jusqu’en 1950, date à laquelle le pont devint propriété du Shropshire County Council.
Dans les années 1970, le pont eut à subir tout un programme de restaurations, de manière à assurer pour longtemps sa stabilité.
Durant les années 1999-2002, on changea le platelage en fonte pour un autre beaucoup plus léger en plaques d’acier.
C’est alors que l’on put recueillir de nouvelles informations sur la fabrication et la construction du pont : on sait maintenant que les petites pièces de fonte furent coulées dans des moules en bois, tandis que les grosses pièces le furent dans des moules de sable directement creusés dans le sol.

## Le pont aujourd'hui

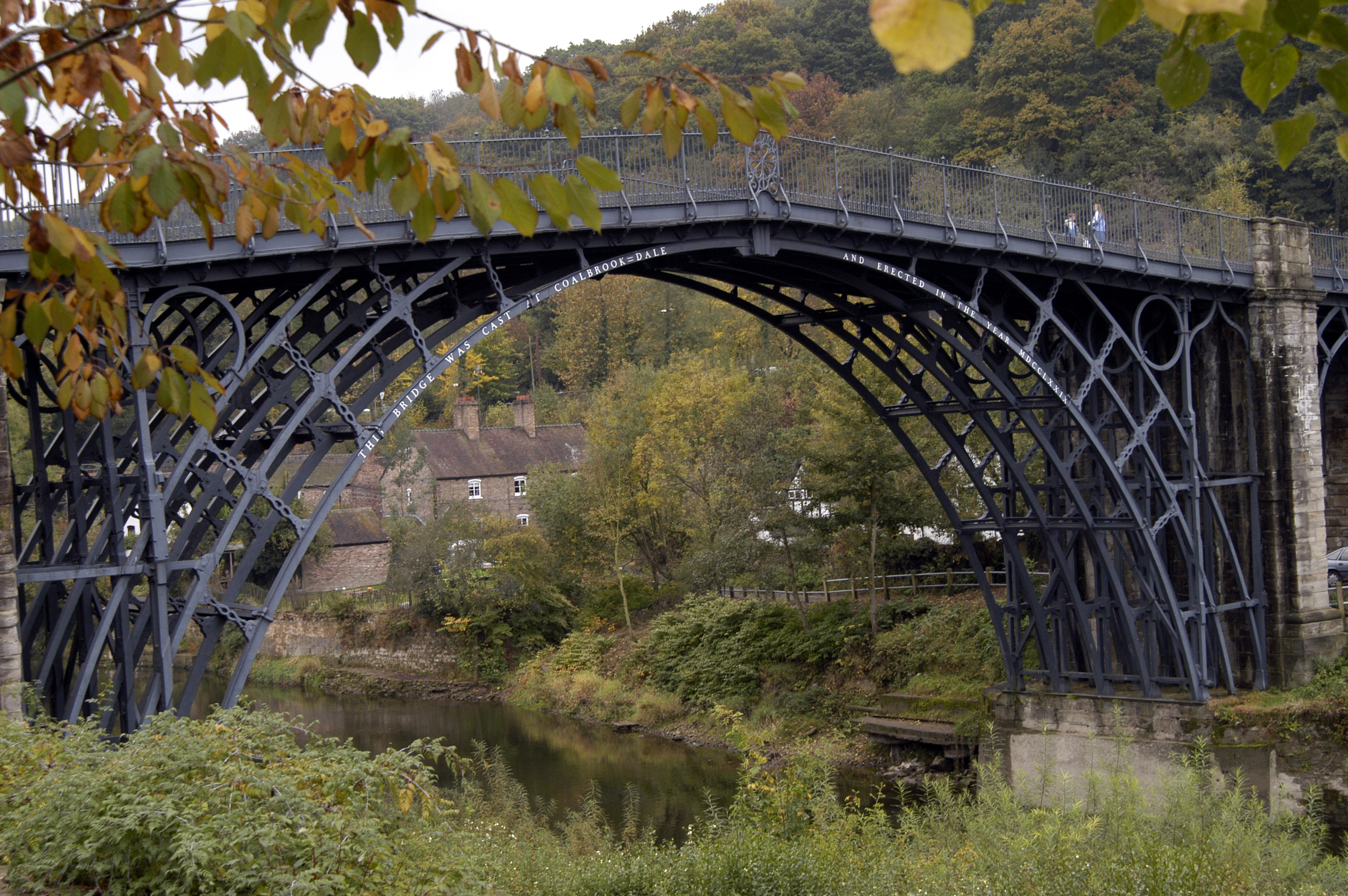
The Iron Bridge

L’Iron Bridge est aujourd’hui la pièce centrale de l’Ironbridge Gorge Museum (en), chargé de la conservation de tous les points de visite des installations minières et industrielles situés à proximité : Blists Hill Victorian Town (en) et plan incliné de Hay, musée fluvial, musée du fer, haut fourneau de Darby et tunnel d’Elton, qui constituent un ensemble exceptionnel de vestiges et souvenirs des débuts de la révolution industrielle.
Le pont et les installations industrielles environnantes constituent une attraction touristique très populaire, et l’ensemble de la vallée d'Ironbridge a été inscrit en 1986 sur la liste du patrimoine mondial de l'Unesco.